# Louis-Félix Chabaud
Louis-Félix Chabaud fue un escultor, grabador y medallista francés, nacido el 14 de marzo de 1824 en Venelles y fallecido el 25 de abril de 1902 en Aix-en-Provence. Sus esculturas más reconocidas adornan la Ópera Garnier de París.

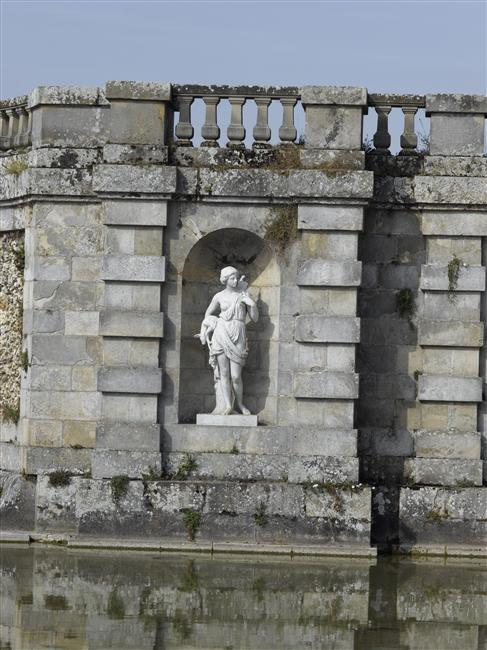
Estatua de Diana en el Castillo de Fontainebleau

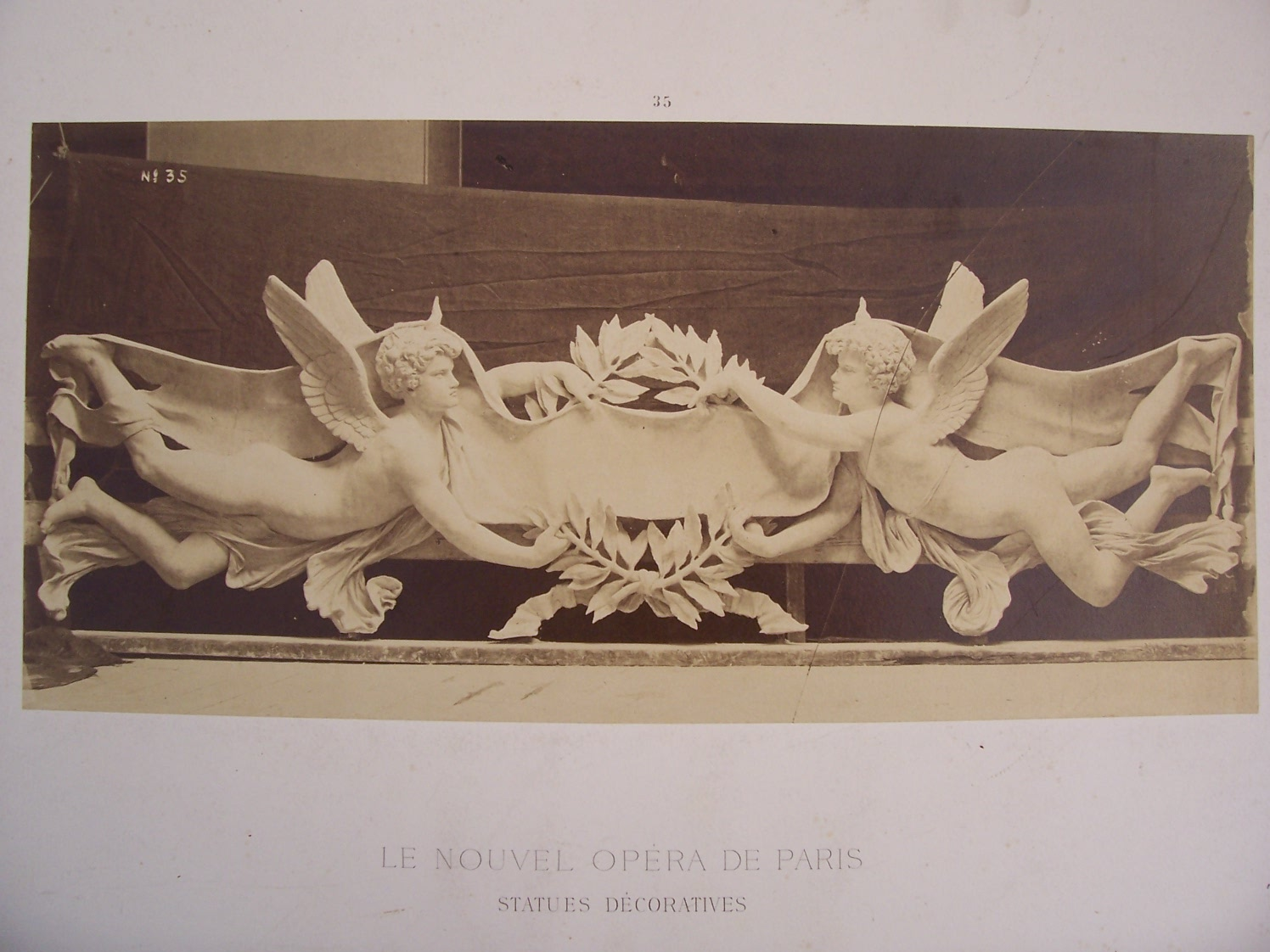
Estatuas decorativas de la Ópera Garnier

## Datos biográficos
Hijo de un agricultor, Louis-Félix Chabaud asistió a la escuela comunal de Venelles hasta los doce años cuando entró a trabajar como aprendiz con un panadero y posteriormente con un marmolista en Aix, el Sr. Raimond. Comenzó sus estudios en la Escuela de Bellas Artes de Aix-en-Provence con Ramus y los terminó en París bajo la tutela de James Pradier. 
El 9 de septiembre de 1848 obtuvo el primer gran premio de Roma en la categoría de grabado de medallas y piedras finas con la obra titulada "Mercure formant le caduceo" - Mercurio armando el caduceo. Se trasladó a Roma, donde permaneció durante cuatro años, pensionado del Estado francés en la villa Médicis bajo la dirección de Jean Alaux. De regreso a París expuso en el Salón de 1853 y obtuvo el tercer Premio con l’Agriculture- La Agricultura (bronce) y Cérès embrassant Triptolème - Ceres abrazando a Triptólemo. En 1855 fue igualmente premiado por una serie de medallas: Agricultura, Napoleón III y cabeza de mujer. En 1857 fue nuevamente premiado por una escultura en yeso representando una figura alegórica de la caza, que fue adquirida por el Estado francés. En 1859 doce camafeos en piedras finas le dieron el premio de grabado y recibió en 1863 una medalla de tercera clase por una estatua de la Agricultura y por un bajorrelieve titulado La abolición de la esclavitud.

## Obras

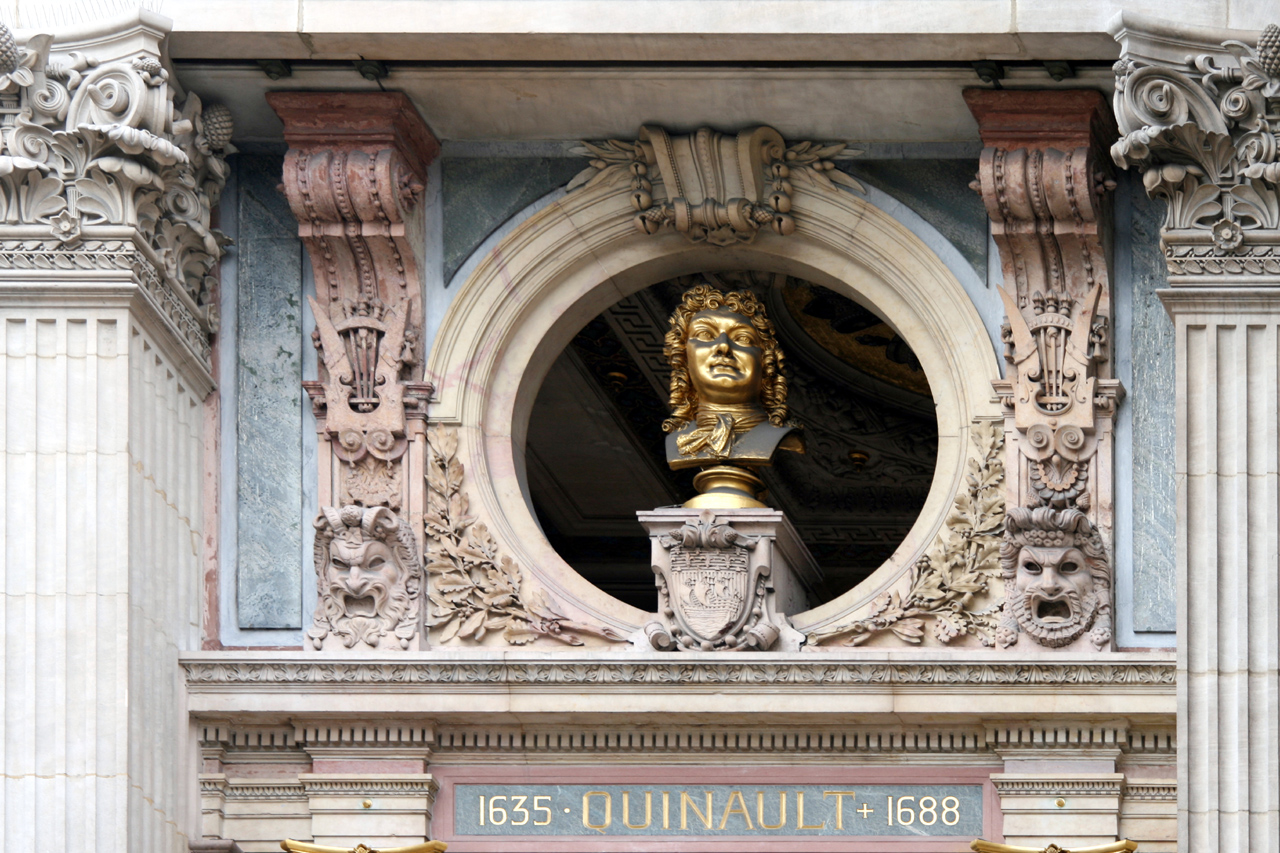
Busto de Philippe Quinault en la Ópera Garnier

Entre las obras de Louis-Félix Chabaud se incluyen las siguientes:
- Para la Ópera Garnier de París, creó muchas esculturas:

- Veintidós lámparas de bronce tituladas estrellas del día y estrellas de la noche colocadas en las balaustradas de las fachadas laterales; estas estatuas de mujeres sin velo provocaron al principio cierto escándalo.

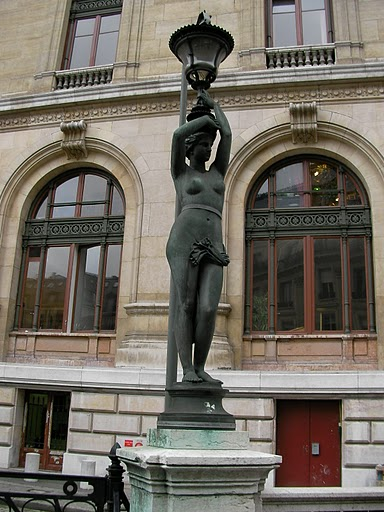
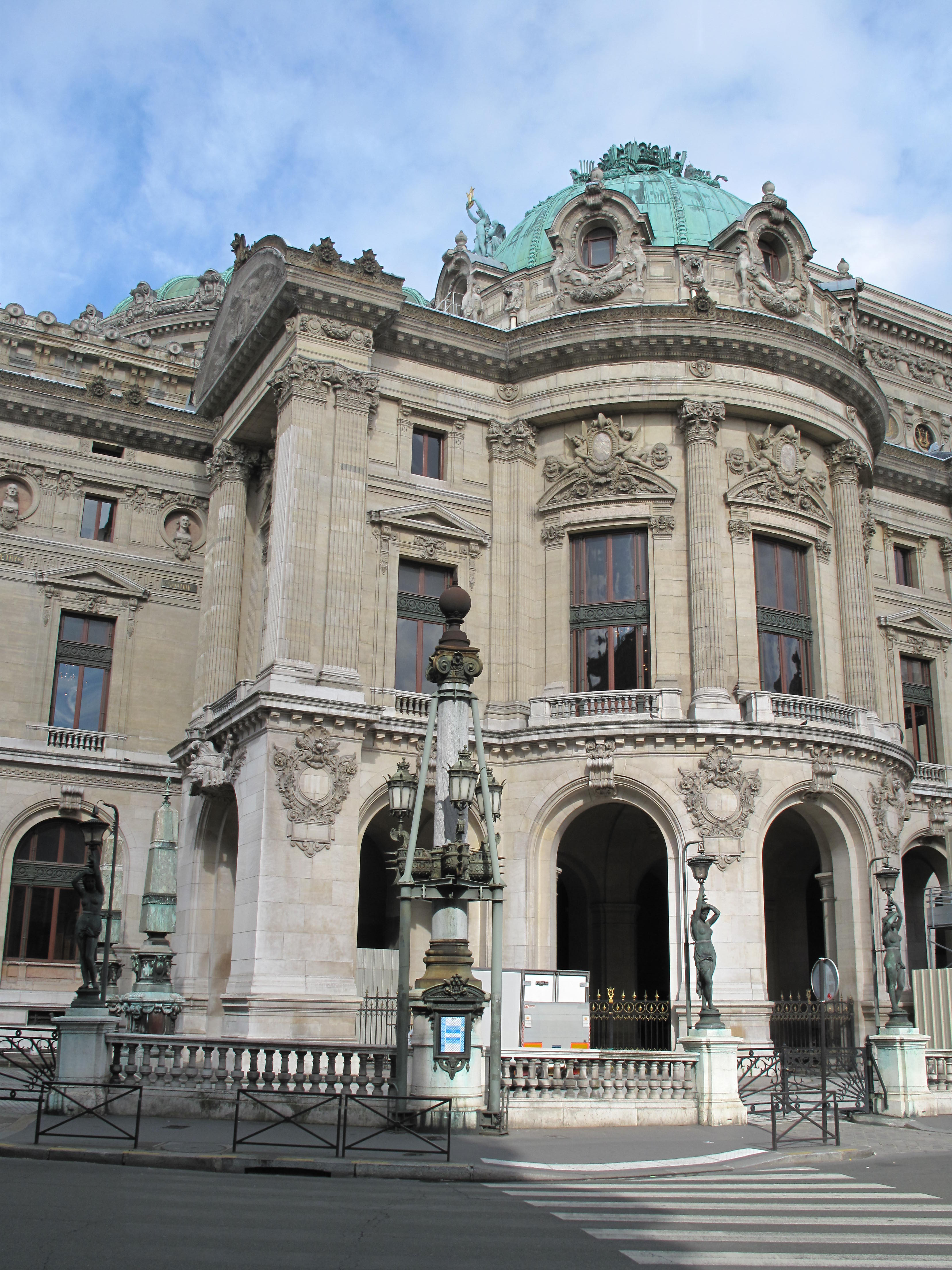

- Cuatro pares de candelabros colocados en el vestíbulo principal, ilustrando los cuatro métodos de iluminación: gas, electricidad, lámpara de aceite y velas.
- Varias máscaras situadas sobre los arcos en el vestíbulo principal de las cuales una representa a Charles Garnier en la forma de Mercurio y otra a la señora Garnier en la forma de Anfitrita.

- Bajorrelieve para el Palacio de Justicia en Marsella
- Estatua alegórica de la Agricultura colocada en la parte superior de la fuente de la Rotonda en Aix-en-Provence. Las otras dos esculturas son de Hippolyte Ferrat (la alegoría de las Bellas Artes) y Joseph Ramus.
- El genio de las artes en la fachada del Palacio de las Artes en Marsella
- Tres grupos de dos niños portando cartuchos donde están grabados los nombres de los artistas de la Provenza:: Vernet, Granet y Papety[4]

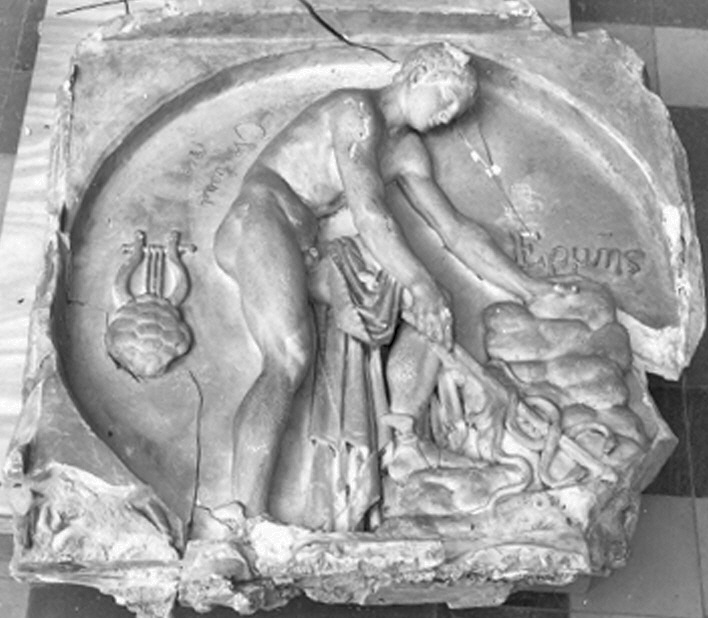
Mercure formant le caducée
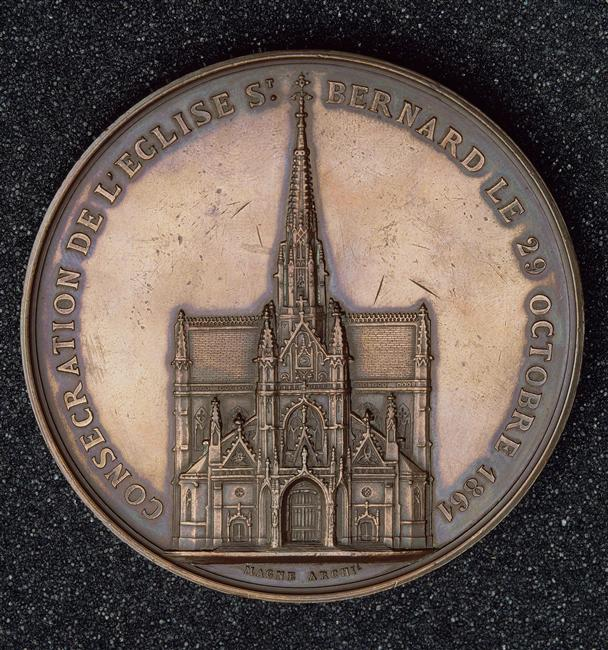
Consagración de la iglesia de Saint Bernard

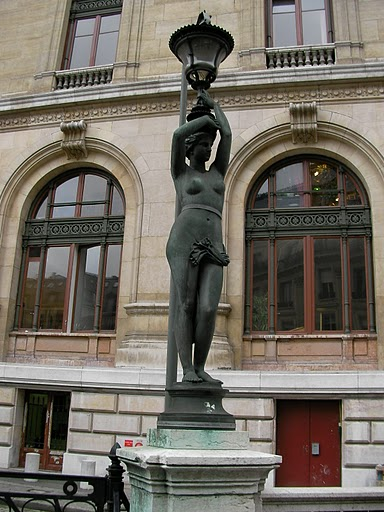
Farolas de la fachada lateral de la Ópera Garnier.
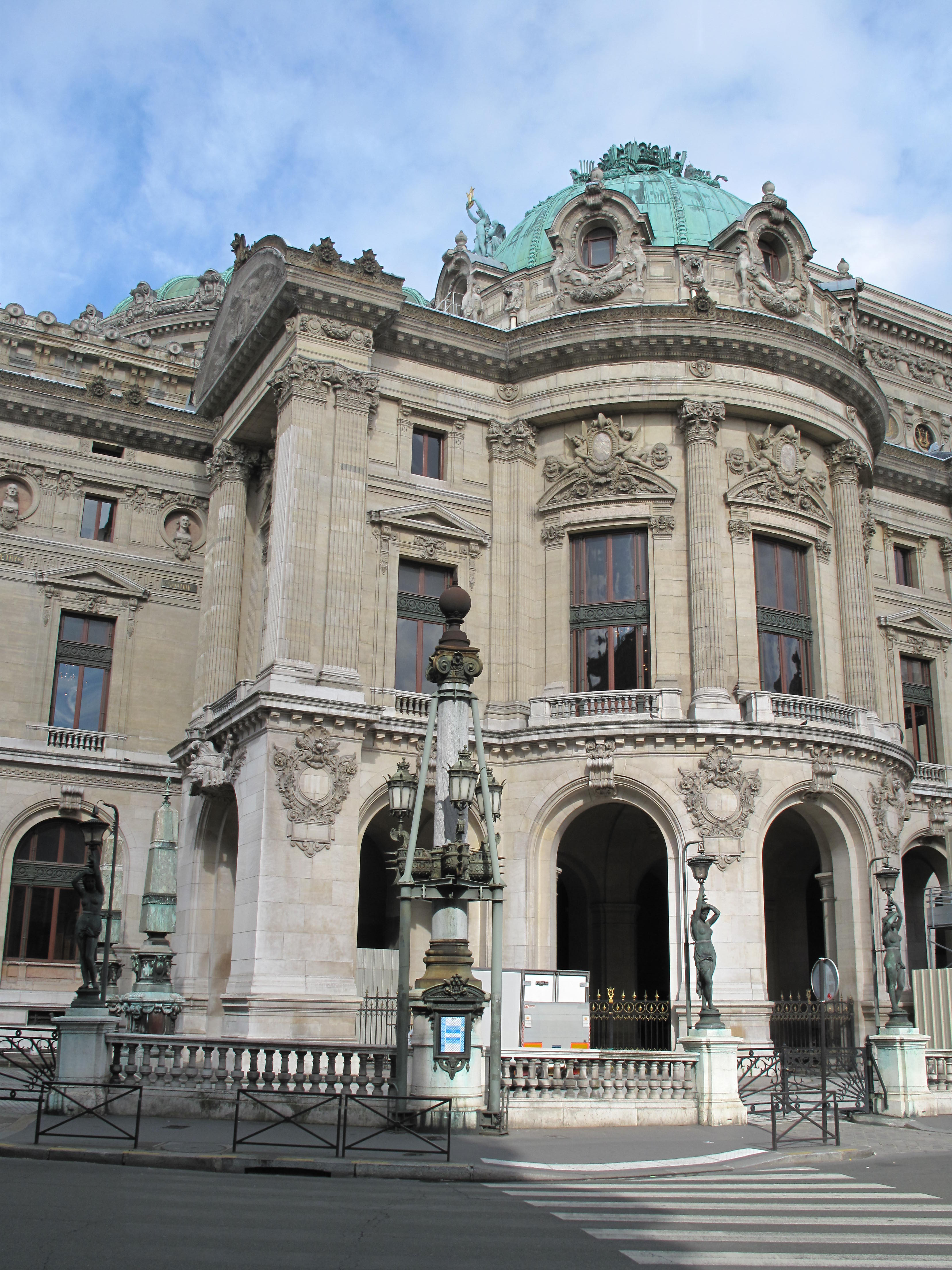
Vista general de la fachada lateral con tres cariátides-farola